# Jean-François Coulon
Jean-François Coulon fue un bailarín y profesor francés nacido en París en 1764 y muerto en 1836.
Después de una carrera en la Ópera Nacional de París como bailarín, funda su escuela a principios del siglo XIX y se convierte en uno de los profesores más renombrados de Europa. Nombrado profesor de la clase de perfeccionamiento de la Ópera en 1807, tendrá como estudiantes a Geneviève Gosselin, Louis Henry, Marie Quériau, Pauline Duvernay, Albert, Filippo Taglioni y especialmente a la hija de este último, Marie.
Su hijo Antoine (1796-1849) hizo carrera en la Ópera de París, pero también en el Her Majesty's Theatre de Londres, donde llega a ser regidor de ballet en 1844, permaneciendo en el puesto hasta su muerte.
- Datos: Q963510
- Multimedia: Jean-François Coulon / Q963510